# خالد بوزامة
خالد بوزامة (13 يناير 1988 بالقبة في الجزائر - ) هو لاعب كرة قدم جزائري في مركز الدفاع.

## روابط خارجية
- خالد بوزامة على موقع قاعدة بيانات كرة القدم.إي يو (الإنجليزية)
- خالد بوزامة على موقع Soccerway.com (الإنجليزية)